# Mont Vernon
Mont Vernon – miasto w Stanach Zjednoczonych, w stanie New Hampshire, w hrabstwie Hillsborough.